# زلوت (بور)
زلوت (به صربی: Zlot) یک منطقهٔ مسکونی در صربستان است که در بور واقع شده‌است. زلوت ۳٬۲۷۷ نفر جمعیت دارد.